# NGC 4446
NGC 4446 este o galaxie spirală situată în constelația Părul Berenicei. A fost descoperită în 17 aprilie 1887 de către Lewis A. Swift. Se află la o distanță de 104,7 megaparseci de Pământ.